# Mistrzostwa Europy w Biathlonie 2007
Mistrzostwa Europy w Biathlonie 2007 odbyły się w bułgarskiej miejscowości Bansko, w dniach 21-25 lutego 2007 roku. Rozegrane zostały 4 konkurencje: bieg indywidualny, bieg sprinterski, bieg pościgowy i bieg sztafetowy. Wszystkie konkurencje zostały rozegrane dla mężczyzn i kobiet seniorów oraz juniorów. W sumie odbyło się 16 biegów.

## Wyniki kobiet

### Bieg indywidualny – 15 km[1]
- Data: 21 lutego 2007

| Medal | Zawodnik          | Narodowość | Strzelanie | Wynik   | Strata  |
| ----- | ----------------- | ---------- | ---------- | ------- | ------- |
|       | Oksana Jakowlewa  | Ukraina    | 0+0+0+0    | 53:20,3 |         |
|       | Ludmiła Anańka    | Białoruś   | 0+1+0+1    | 53:27,6 | +7,3    |
|       | Magdalena Gwizdoń | Polska     | 0+1+0+0    | 53:35,4 | +15,1   |
| ...   | ...               | ...        | ...        | ...     | ...     |
| 22.   | Krystyna Pałka    | Polska     | 0+1+2+1    | 57:16,4 | +3:56,1 |
| 28.   | Agnieszka Grzybek | Polska     | 2+1+0+1    | 58:33,5 | +5:13,2 |

### Bieg sprinterski – 7,5 km[2]
- Data: 22 lutego 2007

| Medal | Zawodnik          | Narodowość | Strzelanie | Wynik   | Strata  |
| ----- | ----------------- | ---------- | ---------- | ------- | ------- |
|       | Darja Domraczewa  | Białoruś   | 1+1        | 25:09,2 |         |
|       | Wita Semerenko    | Ukraina    | 1+0        | 25:45,3 | +36,1   |
|       | Wolha Kudraszowa  | Białoruś   | 2+1        | 25:50,2 | +41,0   |
| ...   | ...               | ...        | ...        | ...     | ...     |
| 19.   | Magdalena Gwizdoń | Polska     | 3+1        | 27:56,4 | +2:47,2 |
| 26.   | Agnieszka Grzybek | Polska     | 1+1        | 28:35,4 | +3:26,2 |
| 38.   | Krystyna Pałka    | Polska     | 1+4        | 29:25,0 | +4:15,8 |
| 39.   | Paulina Bobak     | Polska     | 2+1        | 29:31,6 | +4:22,4 |

### Bieg pościgowy – 10 km[3]
- Data: 24 lutego 2007

| Medal | Zawodnik          | Narodowość | Strzelanie | Wynik    | Strata  |
| ----- | ----------------- | ---------- | ---------- | -------- | ------- |
|       | Wolha Kudraszowa  | Białoruś   | 1+0+0+0    | 28:18,81 |         |
|       | Ute Niziak        | Niemcy     | 1+0+1+1    | 29:36,41 | +1:17,6 |
|       | Irina Nikułczina  | Bułgaria   | 0+2+1+1    | 29:48,45 | +1:29,6 |
| ...   | ...               | ...        | ...        | ...      | ...     |
| 24.   | Agnieszka Grzybek | Polska     | 2+3+0+1    | 36:03,86 | +7:45,0 |

### Bieg sztafetowy – 4 × 6 km[4]
- Data: 25 lutego 2007

| Medal | Drużyna                                                                              | Strzelanie                               | Wynik      | Strata  |
| ----- | ------------------------------------------------------------------------------------ | ---------------------------------------- | ---------- | ------- |
|       | Białoruś · Nadzieja Skardzina · Wolha Kudraszowa · Ludmiła Anańka · Darja Domraczewa | 0+2 0+5 0+1 0+0 0+0 0+1 0+0 0+3 0+1 0+1  | 1:07:58,42 |         |
|       | Niemcy · Jenny Adler · Stephanie Müller · Ute Niziak · Sabrina Buchholz              | 0+3 0+2 0+1 0+1 0+2 0+1 0+0 0+0 0+0 0+0  | 1:08:29,96 | +31,5   |
|       | Ukraina · Oksana Jakowlewa · Ołena Petrowa · Wita Semerenko · Wałentyna Semerenko    | 0+4 0+3 0+0 0+2 0+0 0+0 0+2 0+1 0+2 0+0  | 1:09:44,14 | +1:45,7 |
| ...   | ...                                                                                  | ...                                      | ...        | ...     |
| 10.   | Polska · Krystyna Pałka · Paulina Bobak · Agnieszka Grzybek · Magdalena Gwizdoń      | 1+4 3+10 0+1 0+2 0+0 0+2 1+3 2+3 0+0 1+3 | 1:14:16,97 | +6:18,5 |

## Wyniki kobiet (juniorki)

### Bieg indywidualny – 12,5 km[5]
- Data: 21 lutego 2007

| Medal | Zawodnik                     | Narodowość | Strzelanie | Wynik     | Strata   |
| ----- | ---------------------------- | ---------- | ---------- | --------- | -------- |
|       | Jekatierina Szumiłowa        | Rosja      | 0+1+1+0    | 46:27,2   |          |
|       | Iris Waldhuber               | Austria    | 1+1+0+0    | 47:02,1   | +34,9    |
|       | Swietłana Slepcowa           | Rosja      | 1+1+1+0    | 47:08,6   | +41,4    |
| ...   | ...                          | ...        | ...        | ...       | ...      |
| 12.   | Weronika Nowakowska-Ziemniak | Polska     | 1+2+0+1    | 52:09,6   | +5:42,4  |
| 22.   | Karolina Pitoń               | Polska     | 2+0+2+1    | 57:25,3   | +10:58,1 |
| 28.   | Patrycja Hojnisz             | Polska     | 3+3+0+3    | 59:15,7   | +12:48,5 |
| 34.   | Marta Koza                   | Polska     | 3+2+3+3    | 1:02:50,9 | +16:23,7 |

### Bieg sprinterski – 7,5 km[6]
- Data: 22 lutego 2007

| Medal | Zawodnik                     | Narodowość | Strzelanie | Wynik   | Strata  |
| ----- | ---------------------------- | ---------- | ---------- | ------- | ------- |
|       | Swietłana Slepcowa           | Rosja      | 0+2        | 26:17,2 |         |
|       | Iris Waldhuber               | Austria    | 0+1        | 26:54,7 | +37,5   |
|       | Ludmyła Żyber                | Ukraina    | 0+0        | 27:13,1 | +55,9   |
| ...   | ...                          | ...        | ...        | ...     | ...     |
| 13.   | Weronika Nowakowska-Ziemniak | Polska     | 2+1        | 28:55,6 | +2:38,4 |
| 17.   | Karolina Pitoń               | Polska     | 1+1        | 30:27,4 | +4:10,2 |
| 22.   | Marta Koza                   | Polska     | 2+1        | 31:28,0 | +5:10,8 |
| 34.   | Patrycja Hojnisz             | Polska     | 3+5        | 35:41,3 | +9:24,1 |

### Bieg pościgowy – 10 km[7]
- Data: 24 lutego 2007

| Medal | Zawodnik                     | Narodowość | Strzelanie | Wynik    | Strata   |
| ----- | ---------------------------- | ---------- | ---------- | -------- | -------- |
|       | Iris Waldhuber               | Austria    | 0+0+0+0    | 28:49,38 |          |
|       | Swietłana Slepcowa           | Rosja      | 0+1+1+1    | 29:21,64 | +32,3    |
|       | Veronika Vítková             | Czechy     | 1+1+0+1    | 30:36,32 | +1:47,0  |
| ...   | ...                          | ...        | ...        | ...      | ...      |
| 10.   | Weronika Nowakowska-Ziemniak | Polska     | 1+1+1+0    | 33:55,76 | +5:06,4  |
| 19.   | Karolina Pitoń               | Polska     | 0+1+0+3    | 38:16,12 | +9:26,8  |
| 24.   | Marta Koza                   | Polska     | 0+1+2+2    | 39:54,68 | +11:05,3 |
| 30.   | Patrycja Hojnisz             | Polska     | 3+2+3+1    | 45:49,36 | +17:00,0 |

### Bieg sztafetowy – 3 × 6 km[8]
- Data: 25 lutego 2007

| Medal | Drużyna                                                             | Strzelanie                      | Wynik      | Strata  |
| ----- | ------------------------------------------------------------------- | ------------------------------- | ---------- | ------- |
|       | Rosja · Swietłana Slepcowa · Olga Wiłuchina · Jekatierina Szumiłowa | 0+2 0+5 0+0 0+1 0+0 0+2 0+2 0+2 | 53:08,36   |         |
|       | Ukraina · Ludmyła Żyber · Hanna Kułak · Ołena Pidhruszna            | 1+3 0+2 0+0 0+0 1+3 0+0 0+0 0+2 | 54:43,87   | +1:35,5 |
|       | Bułgaria · Silwija Georgijewa · Ralica Galewa · Lilia Pandurowa     | 1+4 1+7 0+0 0+2 0+1 0+2 1+3 1+3 | 1:00:13,46 | +7:05,1 |
| ...   | ...                                                                 | ...                             | ...        | ...     |
| 5.    | Polska · Weronika Nowakowska-Ziemniak · Karolina Pitoń · Marta Koza | 0+7 2+8 0+1 1+3 0+3 1+3 0+3 0+2 | 1:01:23,24 | +8:14,9 |

## Wyniki mężczyzn

### Bieg indywidualny – 20 km[9]
- Data: 21 lutego 2007

| Medal | Zawodnik             | Narodowość | Strzelanie | Wynik     | Strata   |
| ----- | -------------------- | ---------- | ---------- | --------- | -------- |
|       | Egil Gjelland        | Norwegia   | 0+0+0+0    | 50:11,7   |          |
|       | Hans Martin Gjedrem  | Norwegia   | 0+1+0+0    | 50:16,5   | +4,8     |
|       | Ołeksij Korabejnikow | Ukraina    | 0+0+0+2    | 50:29,2   | +17,5    |
| 4.    | Tomasz Sikora        | Polska     | 0+2+0+1    | 50:35,3   | +23,6    |
| ...   | ...                  | ...        | ...        | ...       | ...      |
| 15.   | Krzysztof Pływaczyk  | Polska     | 1+2+0+0    | 53:17,3   | +3:05,6  |
| 46.   | Grzegorz Bodziana    | Polska     | 1+3+2+0    | 59:06,0   | +8:54,3  |
| 54.   | Mirosław Kobus       | Polska     | 1+4+1+1    | 1:02:47,0 | +12:35,3 |

### Bieg sprinterski – 10 km[10]
- Data: 22 lutego 2007

| Medal | Zawodnik            | Narodowość | Strzelanie | Wynik   | Strata  |
| ----- | ------------------- | ---------- | ---------- | ------- | ------- |
|       | Tomasz Sikora       | Polska     | 0+0        | 24:04,4 |         |
|       | Jaroslav Soukup     | Czechy     | 0+0        | 24:34,1 | +29,7   |
|       | Tobias Eberhard     | Austria    | 0+1        | 25:17,9 | +1:13,5 |
| ...   | ...                 | ...        | ...        | ...     | ...     |
| 18.   | Krzysztof Pływaczyk | Polska     | 0+0        | 26:39,5 | +2:35,1 |
| 41.   | Grzegorz Bodziana   | Polska     | 2+0        | 28:24,7 | +4:20,3 |
| 54.   | Mirosław Kobus      | Polska     | 2+2        | 30:50,3 | +6:45,9 |

### Bieg pościgowy – 12,5 km[11]
- Data: 24 lutego 2007

| Medal | Zawodnik      | Narodowość | Strzelanie | Wynik    | Strata  |
| ----- | ------------- | ---------- | ---------- | -------- | ------- |
|       | Tomasz Sikora | Polska     | 0+0+0+2    | 31:33,54 |         |
|       | Ilmārs Bricis | Łotwa      | 0+0+2+0    | 32:59,76 | +1:26,2 |
|       | Egil Gjelland | Norwegia   | 1+0+0+0    | 33:16,75 | +1:43,2 |

### Bieg sztafetowy – 4 × 7,5 km[12]
- Data: 25 lutego 2007

| Medal | Drużyna                                                                                   | Strzelanie                              | Wynik      | Strata  |
| ----- | ----------------------------------------------------------------------------------------- | --------------------------------------- | ---------- | ------- |
|       | Niemcy · Daniel Graf · Christoph Knie · Carsten Pump · Jörn Wollschläger                  | 0+4 0+1 0+1 0+0 0+2 0+1 0+1 0+0 0+0 0+0 | 1:13:56,17 |         |
|       | Norwegia · Alexander Os · Hans Martin Gjedrem · Magne Thorleiv Rønning · Egil Gjelland    | 0+8 0+4 0+3 0+1 0+1 0+1 0+2 0+0 0+2 0+2 | 1:14:08,11 | +12,0   |
|       | Białoruś · Siarhiej Nowikau · Alaksandr Syman · Rustam Waliullin · Uładzimir Mikłaszeuski | 0+3 1+4 0+0 1+3 0+0 0+0 0+2 0+0 0+1 0+1 | 1:15:23,54 | +1:27,4 |
| ...   | ...                                                                                       | ...                                     | ...        | ...     |
| 10.   | Polska · Krzysztof Pływaczyk · Grzegorz Bodziana · Mirosław Kobus · Tomasz Sikora         | 0+3 0+7 0+3 0+1 0+0 0+3 0+0 0+0         | 1:18:23,88 | +4:27,7 |

## Wyniki mężczyzn (juniorzy)

### Bieg indywidualny – 15 km[13]
- Data: 21 lutego 2007

| Medal | Zawodnik           | Narodowość | Strzelanie | Wynik     | Strata   |
| ----- | ------------------ | ---------- | ---------- | --------- | -------- |
|       | Krasimir Anew      | Bułgaria   | 0+0+2+0    | 47:05,0   |          |
|       | Wiktor Wasiljew    | Rosja      | 0+0+1+0    | 48:38,9   | +1:33,9  |
|       | Henrik L’Abée-Lund | Norwegia   | 1+2+0+1    | 48:47,1   | +1:42,1  |
| ...   | ...                | ...        | ...        | ...       | ...      |
| 10.   | Łukasz Szczurek    | Polska     | 2+0+0+1    | 51:11,6   | +4:06,6  |
| 12.   | Adam Kwak          | Polska     | 1+1+2+0    | 51:19,1   | +4:14,1  |
| 28.   | Sebastian Witek    | Polska     | 3+0+2+1    | 56:47,4   | +9:42,4  |
| 37.   | Tomasz Puda        | Polska     | 2+3+1+0    | 1:00:28,3 | +13:23,3 |

### Bieg sprinterski – 10 km[14]
- Data: 22 lutego 2007

| Medal | Zawodnik             | Narodowość | Strzelanie | Wynik   | Strata  |
| ----- | -------------------- | ---------- | ---------- | ------- | ------- |
|       | Dominik Landertinger | Austria    | 0+1        | 28:10,0 |         |
|       | Anton Szypulin       | Rosja      | 0+0        | 28:52,5 | +42,5   |
|       | Ihar Matłachou       | Białoruś   | 0+0        | 29:15,3 | +1:05,3 |
| ...   | ...                  | ...        | ...        | ...     | ...     |
| 5.    | Adam Kwak            | Polska     | 1+0        | 29:24,7 | +1:14,7 |
| 17.   | Łukasz Szczurek      | Polska     | 0+1        | 30:51,9 | +2:41,9 |
| 23.   | Sebastian Witek      | Polska     | 1+2        | 32:03,8 | +3:53,8 |
| 44.   | Tomasz Puda          | Polska     | 2+4        | 36:00,8 | +7:50,8 |

### Bieg pościgowy – 12,5 km[15]
- Data: 24 lutego 2007

| Medal | Zawodnik             | Narodowość | Strzelanie | Wynik    | Strata  |
| ----- | -------------------- | ---------- | ---------- | -------- | ------- |
|       | Dominik Landertinger | Austria    | 1+2+0+3    | 33:46,58 |         |
|       | Krasimir Anew        | Bułgaria   | 0+0+0+1    | 33:57,11 | +10,6   |
|       | Anton Szypulin       | Rosja      | 2+1+0+3    | 34:59,41 | +1:12,9 |
| ...   | ...                  | ...        | ...        | ...      | ...     |
| 7.    | Adam Kwak            | Polska     | 1+2+1+2    | 35:53,08 | +2:06,5 |
| 17.   | Łukasz Szczurek      | Polska     | 2+1+2+2    | 38:36,85 | +4:50,3 |
| 18.   | Sebastian Witek      | Polska     | 1+0+0+1    | 38:47,92 | +5:01,4 |

### Bieg sztafetowy – 4 × 7,5 km[16]
- Data: 25 lutego 2007

| Medal | Drużyna                                                                             | Strzelanie                              | Wynik      | Strata  |
| ----- | ----------------------------------------------------------------------------------- | --------------------------------------- | ---------- | ------- |
|       | Rosja · Timur Abaszew · Anton Szypulin · Dmitrij Blinow · Wiktor Wasiljew           | 0+2 0+5 0+1 0+3 0+0 0+0 0+0 0+2 0+1 0+0 | 1:18:50,68 |         |
|       | Austria · Sven Grossegger · Andreas Zelzer · Julian Eberhard · Dominik Landertinger | 1+6 2+9 0+2 2+3 0+1 0+2 1+3 0+2 0+0 0+2 | 1:19:05,16 | +14,5   |
|       | Ukraina · Witalij Kożuszko · Witalij Kilczycki · Artem Pryma · Ołeksandr Kołos      | 0+8 0+2 0+1 0+1 0+1 0+0 0+3 0+0 0+3 0+1 | 1:21:06,25 | +2:15,6 |
| ...   | ...                                                                                 | ...                                     | ...        | ...     |
| 7.    | Polska · Adam Kwak · Łukasz Szczurek · Tomasz Puda · Sebastian Witek                | 1+7 2+8 0+2 0+1 0+2 2+3 0+0 0+1 1+3 0+3 | 1:23:57,75 | +5:07,1 |

## Tabela medalowa
| Miejsce | Państwo  |   |   |   | Razem |
| ------- | -------- | - | - | - | ----- |
| 1.      | Rosja    | 4 | 3 | 2 | 9     |
| 2.      | Austria  | 3 | 3 | 1 | 7     |
| 3.      | Białoruś | 3 | 1 | 3 | 7     |
| 4.      | Polska   | 2 |   | 1 | 3     |
| 5.      | Ukraina  | 1 | 2 | 4 | 7     |
| 6.      | Norwegia | 1 | 2 | 2 | 5     |
| 7.      | Niemcy   | 1 | 2 |   | 3     |
| 8.      | Bułgaria | 1 | 1 | 2 | 4     |
| 9.      | Czechy   |   | 1 | 1 | 2     |
| 10.     | Łotwa    |   | 1 |   | 1     |